# Tuifos
Tuifos ou tuifus (em assim: Twuifo ou Twuifu) são um dos subgrupos dos acãs. No passado, seu reino dominou as rotas comerciais entre os axantes e fantes. Hoje, os poucos que restaram habitam ao norte de Elmina, no Gana.